# Necochea (kommunhuvudort i Argentina)
Necochea är en kommunhuvudort i Argentina.   Den ligger i provinsen Buenos Aires, i den sydöstra delen av landet, 400 km söder om huvudstaden Buenos Aires. Necochea ligger 20 meter över havet och antalet invånare är 80 478.
Terrängen runt Necochea är mycket platt. Havet är nära Necochea åt sydost. Det finns inga andra samhällen i närheten.
Trakten runt Necochea består till största delen av jordbruksmark. Runt Necochea är det glesbefolkat, med 14 invånare per kvadratkilometer.